# Оскар Поћорек
Оскар Поћорек (Бад Блајберг, 20. новембар 1853 — Клагенфурт, 17. децембар 1933) је био аустроугарски генерал.
Оскар Поћорек је био германизовани Словенац који је исказивао велику нетрпељивост према Србима и говорио је да Аустроугарска све дотле неће имати мира док Србију не баци на колена. У то време је важио за најбољег војног стручњака.
Од 1910. био је армијски инспектор аустроугарских трупа у провинцији Босни и Херцеговини, а од 1911. године земаљски намесник и поглавар Земаљске владе у Босни и Херцеговини.
Поћорек је био присутан у аутомобилу у којем је убијен надвојвода Франц Фердинанд и његова супруга војвоткиња Софија Хотек 28. јуна 1914. године у Сарајеву. Метак који је био намењен њему, према исказима Гаврила Принципа, је усмртио војвоткињу.
Био је један од заговорника Великог рата још 1913. године.
У почетку Првог светског рата командовао је аустроугарском балканском војском (петом, шестом и деловима друге армије) која је преко Дрине ушла у Србију, а у церској бици 12–24. августа 1914. поражена од српске војске и избачена из Србије. У поновљеној офанзиви командовао је од 8–15. септембра са 5. и 6. армијом која је упала у северозападну Србију, где су противофанзивом српске војске заустављене, а потом су после тешке борбе на Мачковом камену, обе стране прешле у одбрану.
Током битке на Колубари од 15. новембра до 16. децембра његове снаге су продрле у унутрашњост Србије, али су противофанзивом српске војске од 3. до 15. децембра потучене и поново избачене из Србије.
Због неуспеха у операцијама током 1914. пензионисан је 23. децембра 1914. године.